# Stazione di San Pietro Berbenno
La stazione di San Pietro Berbenno è una stazione ferroviaria posta sulla linea Tirano-Lecco. Serve il centro abitato di Berbenno di Valtellina e della frazione di San Pietro, in cui è collocata.

## Strutture e impianti
La stazione è formata da una banchina centrale servita da 2 binari, all'inizio della banchina è presente un sottopassaggio che porta alla frazione di San Pietro, con la sala d'attesa e il monitor di arrivi e partenze.
Successivamente alla sua riqualifica (avvenuta nell'estate del 2024) il casolare della stazione non è più in uso.

## Movimento
La stazione è servita da treni regionali della direttrice R13 Lecco-Colico-Sondrio e solo nei giorni festivi alcune corse vengono prolungate fino alla stazione di Milano Porta Garibaldi, svolti da Trenord nell'ambito del contratto di servizio stipulato con la Regione Lombardia.

## Servizi
La stazione dispone di:
- Sala d'attesa con monitor di arrivo e partenza dei treni
- Annuncio sonoro per l'arrivo, la partenza e per le informazioni sulla linea
- Parcheggio di auto, moto e biciclette
- Sottopassaggio
- Fermata autobus extraurbani